# Juntos se pasa mejor
Juntos se pasa mejor era una serie de televisión chilena, emitida por Canal 13 en 1962, 1963 y entre 1965 y 1966. Era realizada por el Departamento de Teleteatros de Canal 13 y consistía en una comedia que presentaba diversas situaciones típicas de una pareja de casados. La comedia estaba inspirada en las sitcoms estadounidenses de gran éxito en aquella época, como I Love Lucy.
La primera versión de Juntos se pasa mejor se realizó en 1962, con Tito Rodríguez y Mireya Kulczewski en los roles protagónicos. Al año siguiente, se realizó una nueva versión que se emitió durante 2 meses, y en la cual participaban Carla Cristi y Leonardo Perucci como protagonistas.
La tercera versión de la serie se emitió entre 1965 y 1966 y tenía a Carla Cristi y Mario Hugo Sepúlveda como los protagonistas ("María José" y "Tolín"). Los capítulos eran emitidos los días miércoles a las 22:15 (hora local), después del informativo El Reporter Esso.

## Elenco
| Actor                | Personaje             | Años      |
| -------------------- | --------------------- | --------- |
| Tito Rodríguez       | Tolín                 | 1962      |
| Mireya Kulczewski    | María José            | 1962      |
| Leonardo Perucci     | Tolín                 | 1963      |
| Carla Cristi         | María José            | 1963-1966 |
| Mario Hugo Sepúlveda | Tolín                 | 1965-1966 |
| Violeta Vidaurre     | Mayo                  | 1965-1966 |
| Marcelo Gaete        | Hermano de María José | 1965-1966 |
| Raquel Parot         | ?                     | 1965-1966 |
| Amelia Requena       | ?                     | ?         |